# 窅娘

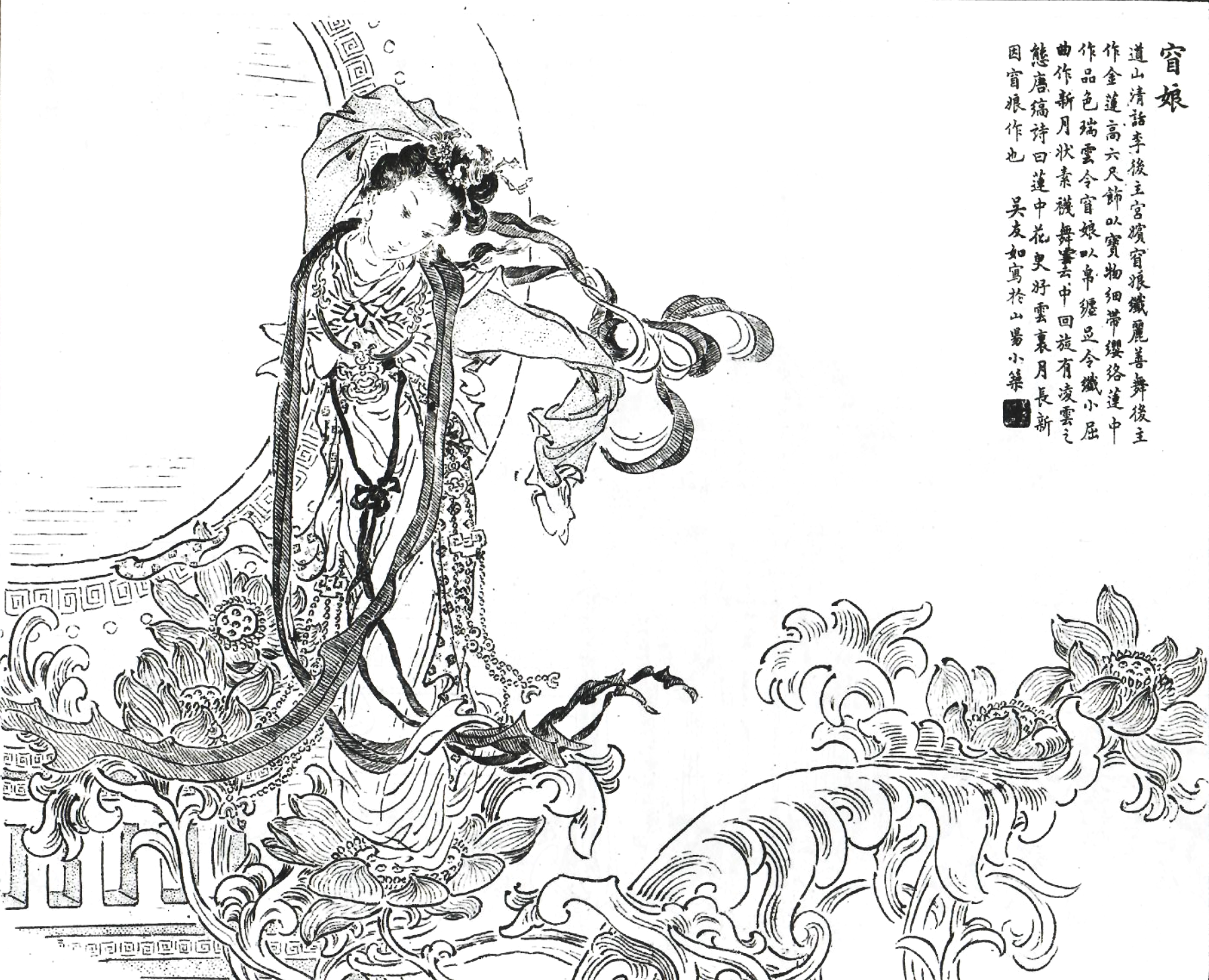
窅娘圖像，来自《古今百美圖》

窅娘，本名、生卒不詳，南唐後主李煜宮人，出身平民，本為採蓮女，十六歲時選美入宮。據說她的眼睛和中原人不太一樣，故賜名“窅娘”。

## 生平
窅娘最初被提及是在元朝陶宗儀的《南村綴耕錄》，書中引述《道山新聞》，敍述她用白帛裹足，身輕如燕，創金蓮舞，擅長《霓裳羽衣曲》。李煜便單獨召見，看她跳採蓮舞，見其雙目深凹而顧盼有情，便為取名“窅娘”。窅娘善跳金蓮舞，據說她跳舞時好像蓮花淩波，俯仰搖曳之態優美動人，因此很受李煜的寵愛。
有一年元宵，在皇宮正殿中，李後主用黃金鑿成一座蓮花，繞以珍寶瓔珞，光輝奪目。那蓮花的中心，又生出一朵品色瑞蓮來，細樂聲中窅娘在上面翩然起舞，李後主與小周后並肩欣賞，後人有宮城一首詠歎：“紅羅疊間白羅層，簷角河光一曲澄；碧落今宵難得巧，淩波妙舞月新升。”
後來金陵城破，南唐滅亡，窅娘隨李煜到了汴京。史料記載：“窅娘白衣紗帽隨行，後主宛轉勸留，不聽。”金蓮台，高六米，純金鑄蓮花瓣，再以青銅柱支撐，造型恰倒好處。趙光義為賞金蓮舞，特意將金蓮台自南唐澄心堂運至汴京。
七夕时在金蓮臺上跳舞，始終背朝御座，面向東南，襝衽再拜。趙光義下令轉過身來，窅娘置之不理，而後，她跳入荷池而亡。

## 影響
窅娘當時為了使足部更美，常常用錦帛纏裹雙腳，屈作新月形狀。南宋周密傳說窅娘是纏足的始作俑者 高洪興《纏足史》中，已明顯提出六條例證反駁其可能性，其中如窅娘為舞女嬪妃，舞女地位低下，李後主後為北宋所戮等原因， 認為其成為宋朝大流行的主因甚為荒謬。高洪興最末歸納綜述認為此說起因主要源於宋張邦基《墨莊漫錄》與明陶宗儀《輟耕錄》中，兩者皆提到五代窅娘纏足之事，於是此說法成了明清文人最常也最廣的引用之源，多數人在不知其所以然的情況下，成為當時眾所認同之纏足文化較為可考的歷史起點。現代學者在述及纏足起源時，往往也因史實上實難以考證，亦多會採用此說，如常淑君、沈叔儒《衣：中國傳統時尚》從鞋文物的出土上，亦採用此說。由於南唐的宮廷生活為當時一般人所豔羨，而窅娘又是一個絕色美人，對婦女的纏足是起了推波助瀾的作用。於是在宋朝之後，名媛閨秀爭相仿效，有詩說：“一彎新月上蓮花，妙舞輕盈散綺霞；亡國君王新設計，足纏天下女兒家。”